# Cyrtopogon rattus
Cyrtopogon rattus är en tvåvingeart som beskrevs av Osten Sacken 1877. Cyrtopogon rattus ingår i släktet Cyrtopogon och familjen rovflugor. Inga underarter finns listade i Catalogue of Life.